# Artistique-Weltmeisterschaft 1972

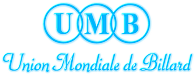
Logo UMB (ausrichtender Verband)

Veranstaltungsort:
Tournai

Die Billard-Artistique-Weltmeisterschaft 1972 war das siebte Turnier in dieser Disziplin des Karambolagebillards und fand vom 27. bis zum 30. April 1972 in Tournai statt.

## Geschichte
Bei seiner ersten Teilnahme an einer Artistique-Weltmeisterschaft sicherte sich der Belgier Léo Corin gleich seinen ersten Titel vor Claudio Nadal und Raymond Steylaerts.

## Modus
Gespielt wurden 76 verschiedene Figuren mit verschiedenen Punktewertungen. Jeder Teilnehmer hatte pro Figur drei Versuche. Die maximale Punktzahl betrug 500 Punkte.

Gewertet wurde wie folgt:
1. Punkte = Erzielte Punkte
2. Versuche = Anzahl der gespielten Versuche
3. gelöste Figuren = gelöste Figuren
4. HS = Punkte der nacheinander gelösten Figuren

## Abschlusstabelle
| Platz                        | Name               | Punkte | Versuche | gel. Figuren | HS |
| ---------------------------- | ------------------ | ------ | -------- | ------------ | -- |
| 1                            | Léo Corin          | 260    | 178      | 44           | 35 |
| 2                            | Claudio Nadal      | 255    | 182      | 42           | 39 |
| 3                            | Raymond Steylaerts | 249    | 177      | 41           | 30 |
| 4                            | Joaquín Domingo    | 241    | 185      | 39           | 29 |
| 5                            | Carlos Tosi        | 218    | 186      | 39           | 40 |
| 6                            | Ricardo Fernández  | 202    | 183      | 35           | 27 |
| 7                            | Florent de Jonghe  | 190    | 194      | 31           | 26 |
| 8                            | Valentin Almerich  | 167    | 197      | 25           | 21 |
| 9                            | Fernand van Barel  | 164    | 199      | 29           | 22 |
| 10                           | Raymond Jublot     | 105    | 211      | 19           | 20 |
| Turnierdurchschnitt: 41,02 % |                    |        |          |              |    |